# Haragîș
Haragîș è un comune della Moldavia situato nel distretto di Cantemir di 988 abitanti al censimento del 2004